# Cymodoce brasiliensis
Cymodoce brasiliensis är en kräftdjursart som beskrevs av Richardson 1906. Cymodoce brasiliensis ingår i släktet Cymodoce och familjen klotkräftor. Inga underarter finns listade i Catalogue of Life.